# Campionati mondiali di pattinaggio di velocità su distanza singola 2019
I Campionati mondiali di pattinaggio di velocità su distanza singola 2019 sono stati la 19ª edizione della manifestazione. Si sono svolti dal 7 al 10 febbraio 2019 alla Max Aicher Arena di Inzell, in Germania.

## Programma[1]
| Giorno      | Ora (UTC+1) | Gara                          |
| ----------- | ----------- | ----------------------------- |
| 7 febbraio  | 16:00       | Sprint a squadre donne        |
| 7 febbraio  | 16:00       | Sprint a squadre uomini       |
| 7 febbraio  | 16:00       | 3000 m donne                  |
| 7 febbraio  | 16:00       | 5000 m uomini                 |
| 8 febbraio  | 16:15       | 500 m donne                   |
| 8 febbraio  | 16:15       | 500 m uomini                  |
| 8 febbraio  | 16:15       | Inseguimento a squadre donne  |
| 8 febbraio  | 16:15       | Inseguimento a squadre uomini |
| 9 febbraio  | 13:15       | 5000 m donne                  |
| 9 febbraio  | 13:15       | 1000 m uomini                 |
| 9 febbraio  | 13:15       | 1000 m donne                  |
| 9 febbraio  | 13:15       | 10000 m uomini                |
| 10 febbraio | 14:30       | 1500 m donne                  |
| 10 febbraio | 14:30       | 1500 m uomini                 |
| 10 febbraio | 14:30       | Mass start donne              |
| 10 febbraio | 14:30       | Mass start uomini             |

## Podi

### Uomini
| Evento                 | Oro                                                  | Tempo    | Argento                                                      | Tempo    | Bronzo                                                      | Tempo    |
| 500 m                  | Ruslan Murašov                                       | 34"22    | Håvard Holmefjord Lorentzen                                  | 34"35    | Viktor Muštakov                                             | 34"43    |
| 1000 m                 | Kai Verbij                                           | 1'07"39  | Thomas Krol                                                  | 1'07"67  | Kjeld Nuis                                                  | 1'07"81  |
| 1500 m                 | Thomas Krol                                          | 1'42"58  | Sverre Lunde Pedersen                                        | 1'43"16  | Denis Juskov                                                | 1'43"20  |
| 5000 m                 | Sverre Lunde Pedersen                                | 6'07"16  | Patrick Roest                                                | 6'11"70  | Sven Kramer                                                 | 6'12"53  |
| 10000 m                | Jorrit Bergsma                                       | 12'52"92 | Patrick Roest                                                | 12'53"34 | Danila Semerikov                                            | 12'57"40 |
| Inseguimento a squadre | Paesi Bassi Marcel Bosker Sven Kramer Douwe de Vries | 3'38"43  | Norvegia Håvard Bøkko Sindre Henriksen Sverre Lunde Pedersen | 3'40"80  | Russia Aleksandr Rumjancev Danila Semerikov Sergej Trofimov | 3'41"31  |
| Sprint a squadre       | Paesi Bassi Ronald Mulder Kjeld Nuis Kai Verbij      | 1'19"05  | Corea del Sud Cha Min-kyu Kim Jun-ho Kim Tae-yun             | 1'20"00  | Russia Pavel Kuližnikov Ruslan Murašov Viktor Muštakov      | 1'20"10  |
| Mass start             | Joey Mantia                                          | 7'35"66  | Um Cheon-ho                                                  | 7'36"11  | Chung Jae-won                                               | 7'36"30  |

### Donne
| Evento                 | Oro                                                   | Tempo   | Argento                                             | Tempo   | Bronzo                                                         | Tempo   |
| 500 m                  | Vanessa Herzog                                        | 37"12   | Nao Kodaira                                         | 37"20   | Konami Soga                                                    | 37"60   |
| 1000 m                 | Brittany Bowe                                         | 1'13"41 | Vanessa Herzog                                      | 1'14"38 | Nao Kodaira                                                    | 1'14"44 |
| 1500 m                 | Ireen Wüst                                            | 1'52"81 | Miho Takagi                                         | 1'53"32 | Brittany Bowe                                                  | 1'53"36 |
| 3000 m                 | Martina Sáblíková                                     | 3'58"91 | Antoinette de Jong                                  | 3'59"41 | Natal'ja Voronina                                              | 3'59"99 |
| 5000 m                 | Martina Sáblíková                                     | 6'44"85 | Esmee Visser                                        | 6'46"14 | Natal'ja Voronina                                              | 6'50"39 |
| Inseguimento a squadre | Giappone Ayano Sato Miho Takagi Nana Takagi           | 2'55"78 | Paesi Bassi Joy Beune Antoinette de Jong Ireen Wüst | 2'56"20 | Russia Elizaveta Kazelina Evgenija Lalenkova Natal'ja Voronina | 2'57"72 |
| Sprint a squadre       | Paesi Bassi Letitia de Jong Jutta Leerdam Janine Smit | 1'26"28 | Canada Kali Christ Kaylin Irvine Heather McLean     | 1'27"21 | Russia Ol'ga Fatkulina Angelina Golikova Dar'ja Kačanova       | 1'27"26 |
| Mass start             | Irene Schouten                                        | 8'27"84 | Ivanie Blondin                                      | 8'28"46 | Elizaveta Kazelina                                             | 8'29"29 |

## Medagliere
| Pos.   | Paese         | Oro | Argento | Bronzo | Totale |
| ------ | ------------- | --- | ------- | ------ | ------ |
| 1      | Paesi Bassi   | 8   | 6       | 2      | 16     |
| 2      | Stati Uniti   | 2   | 0       | 1      | 3      |
| 3      | Rep. Ceca     | 2   | 0       | 0      | 2      |
| 4      | Norvegia      | 1   | 3       | 0      | 4      |
| 5      | Giappone      | 1   | 2       | 2      | 5      |
| 6      | Austria       | 1   | 1       | 0      | 2      |
| 7      | Russia        | 1   | 0       | 10     | 11     |
| 8      | Corea del Sud | 0   | 2       | 1      | 3      |
| 9      | Canada        | 0   | 2       | 0      | 2      |
| Totale | Totale        | 16  | 16      | 16     | 48     |